# Frank McKenna

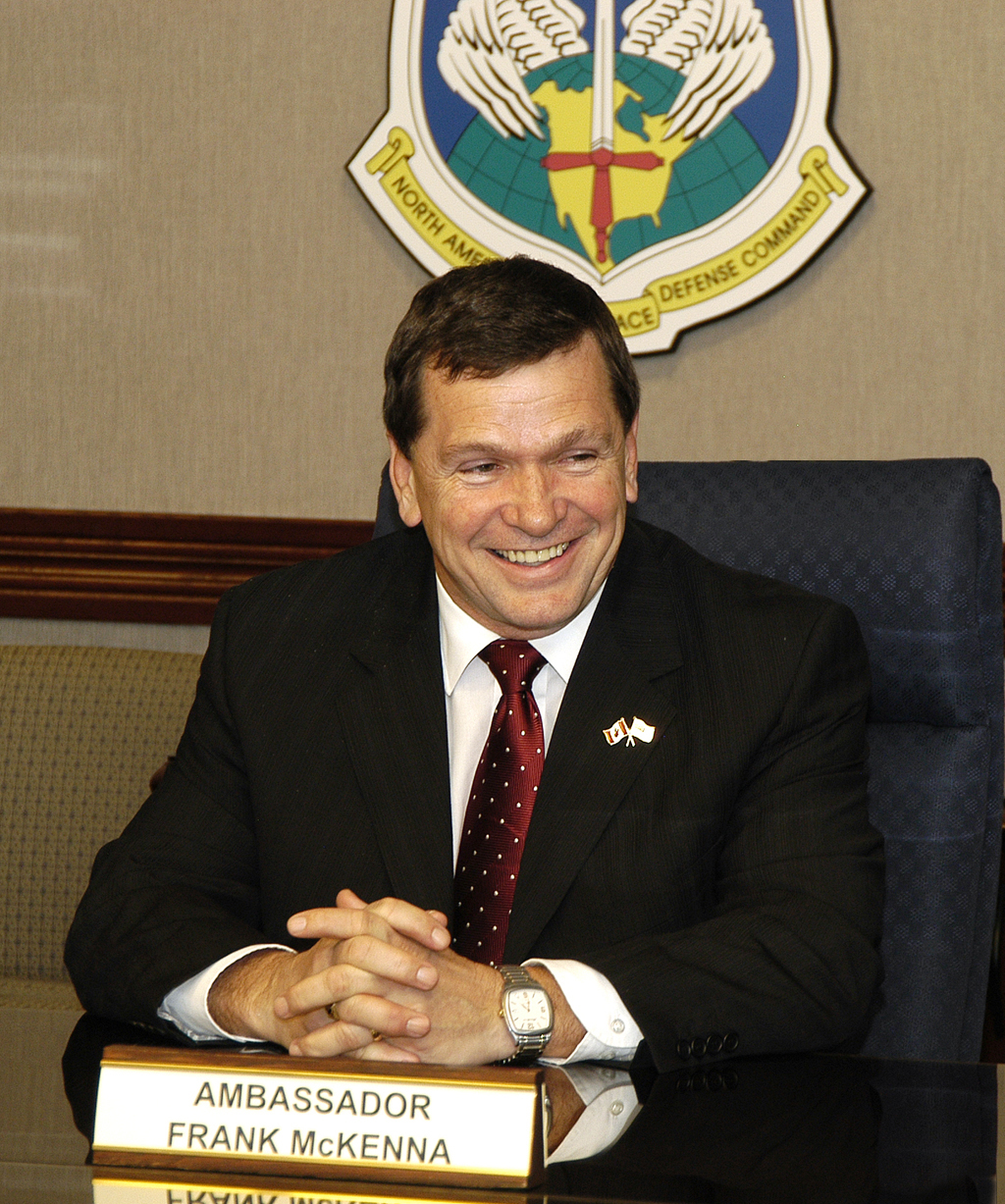
Frank McKenna

Francis „Frank“ Joseph McKenna, OC ONB (* 19. Januar 1948 in Apohaqui, New Brunswick) ist ein kanadischer Politiker der New Brunswick Liberal Association, der unter anderem zwischen 1987 und 1997 Premierminister von New Brunswick sowie von 2005 bis 2006 Botschafter in den USA war.

## Leben

### Rechtsanwalt, Abgeordneter und Oppositionsführer
Francis Joseph McKenna, Sohn von Olive Moody und Durward McKenna, begann nach dem Besuch von Schulen in Apohaqui und Sussex ein grundständiges Studium an der Saint Francis Xavier University, das er mit einem Bachelor of Arts (B.A.) abschloss. Nach einem darauf folgenden postgradualem Studium der Politikwissenschaften an der Queen’s University begann er ein weiteres postgraduales Studium der Rechtswissenschaften an der University of New Brunswick (UNB), das er mit einem Bachelor of Laws (LL.B.) beendete. Er war daraufhin als Lord Beaverbrook Scholar an der UNB sowie 1971 als Sonderassistent im Stab des damaligen Abgeordneten und Mehrheitsführers des Unterhauses sowie Präsidenten des Kanadischen Kronrates, Allan MacEachen, tätig.
McKenna trat nach seiner anwaltlichen Zulassung 1974 als Rechtsanwalt in eine Anwaltskanzlei in Chatham an, wo er sich auf Strafrecht spezialisierte. Neben seiner anwaltlichen Tätigkeit engagierte er sich auch in juristischen Berufsverbänden wie zum Beispiel als Vizepräsident der Northumberland Barristers Society sowie als Vorsitzender der Sektion Strafrecht der kanadischen Anwaltsvereinigung (Canadian Bar Association). Er war in Chatham zudem als Präsident der Handelskammer, als Gründungspräsident der Kaufmannschaft, als Mitglied des Aufsichtsrates der Gemeindebücherei sowie der Wirtschaftsentwicklungsgesellschaft aktiv. Er trat zudem der New Brunswick Liberal Association bei und war sowohl Präsident der Liberal Association in Chatham als auch Mitglied des Organisations- und Politikkomitees der Provinz. Bei der Wahl vom 12. Oktober 1982 wurde Frank McKenna für die Liberal Association im Wahlkreis Chatham erstmals zum Mitglied der Legislativversammlung von New Brunswick gewählt. Am 4. Mai 1985 wurde er Vorsitzender der New Brunswick Liberal Association und daraufhin zugleich Oppositionsführer.

### Premierminister von New Brunswick
McKenna errang mit seiner Partei bei den Provinzwahlen vom 13. Oktober 1987 einen erdrutschartigen Wahlsieg, bei dem die Liberal Association alle 58 Sitze der Legislativversammlung gewann und damit die 17-jährige Amtszeit von Premierminister Richard Bennett Hatfield beendete. Am 27. Oktober 1987 wurde er daraufhin als Nachfolger Hatfields zum neuen Premierminister von New Brunswick vereidigt. Die Liberale Partei gewann auch die Wahlen am 23. September 1991 sowie am 11. September 1995 jeweils mit deutlicher absoluter Mehrheit mit 46 der 58 beziehungsweise 48 der 55 zu vergebenden Parlamentssitze. Bei den Wahlen am 11. September 1995 wurde er im neu geschaffenen Wahlkreis Miramichi-Bay du Vin in der am 1. Januar 1995 auf seine Anregung hin neu gegründete Stadt Miramichi gewählt. Am 18. Mai 1988 schlug er nach dem gescheiterten Meech Lake Accord die Einrichtung eines Select Committee on the 1987 Constitutional Accord vor, um Ergänzungen zur Verfassung von Kanada zu erarbeiten.
Als Premierminister setzte er seinen Schwerpunkt in die Schaffung neuer Arbeitsplätze, wobei er die Klein- und Mittelständischen Unternehmen der Provinz förderte und ständige neue Investitionen nachsuchte. Zudem initiierte er eine umfangreiche Reform der Provinzpolitik, die zur Verringerung der Parlamentssitze von 58 auf 55 sowie der Größe und Zahl der Ministerien führte. Diese Reformen trugen zu einem Haushaltsausgleich sowie einem Abbau der Schulden der Provinz bei. Darüber hinaus kam es zu Reformen der Sozial-, Bildungs- und Gesundheitsfürsorgeprogramme. Seine umfangreichen Reformprogramme brachten der Provinz internationale Beachtung, wodurch New Brunswick/Nouveau-Brunswick Schirmherr des vom UN-Sekretariat initiierten Internationalen Jahr der Familie 1995 wurde und auch den Internationalen Alphabetisierungspreis der UNESCO erhielt. Am 27. Oktober nahm er mit Mike Harris, John Savage und Catherine Callbeck, die Premierminister der Provinzen Ontario, Nova Scotia und Prince Edward Island auf der Place du Canada in Montreal an einer großen Demonstration der Föderalisten vor dem Québec-Referendum 1995 teil, an der rund 100.000 Menschen von außerhalb Québecs teilnahmen. Sie zelebrierten die Einheit Kanadas und forderten die Quebecer auf, mit Nein zu stimmen. Jean Chrétien, der kanadische Premierminister, Daniel Johnson, Vorsitzender der Parti libéral du Québec und Jean Charest, Vorsitzender der Progressiv-konservativen Partei Kanadas hielten Reden.
Am 13. Oktober 1997 trat McKenna nach zehnjähriger Amtszeit überraschend als Premierminister zurück und wurde daraufhin von Ray Frenette abgelöst. Er nahm ihm Anschluss wieder seine Tätigkeit als Rechtsanwalt auf. Am 8. März 2005 übernahm er von Michael Kergin den Posten als kanadischer Botschafter in den USA und bekleidete diesen bis zum 13. März 2006, woraufhin Michael Wilson seine Nachfolge antrat.
Aus seiner Ehe mit Julie Friel gingen drei Kinder hervor.

### Ehrungen und Auszeichnungen
Frank McKenna erhielt zahlreiche Ehrungen und Auszeichnungen. So verlieh ihm die Université de Moncton 1988 einen Ehrendoktor der Politikwissenschaften, während er einen Ehrendoktor der Rechtswissenschaften von der University of New Brunswick (1988), der Mount Allison University (1991), der Saint Francis Xavier University (1994) und der St. Thomas University erhielt. 2004 wurde er mit dem Order of New Brunswick (ONB) ausgezeichnet. Ihm wurde ferner das Offizierskreuz des Order of Canada (OC) verliehen.